# Saelices de la Sal
Saelices de la Sal ist ein Ort und eine Gemeinde (municipio) mit 47 Einwohnern (Stand: 2024) im Zentrum der Provinz Guadalajara in der Autonomen Gemeinschaft Kastilien-La Mancha. 

## Lage und Klima
Saelices de la Sal liegt in einer Höhe von ca. 985 m in der Kulturlandschaft der Serranía. Die Entfernung zur westsüdwestlich gelegenen Provinzhauptstadt Guadalajara beträgt ca. 58 Kilometer (Fahrtstrecke). Das Klima ist gemäßigt bis warm; Regen (505 mm/Jahr) fällt übers Jahr verteilt.

## Bevölkerungsentwicklung
| Jahr      | 1970 | 1981 | 1991 | 2001 | 2011 | 2021 |
| Einwohner | 122  | 88   | 77   | 64   | 57   | 39   |

## Sehenswürdigkeiten
- Peterskirche